# 阿里·弗雷爾·斯庫拉森
阿里·弗雷爾·斯庫拉森（1987年5月14日—）是一位冰島足球運動員。在場上的位置是中場。現效力於丹麥足球超級聯賽球隊北雪平。他也代表冰島國家足球隊參加賽事。